# Венгожино
Венгожино (пол. Węgorzyno, нім. Wangerin) — місто в північно-західній Польщі, над однойменним озером.
На 31 березня 2014 року, у місті було 2 898 жителів.

## Демографія
Демографічна структура станом на 31 березня 2011 року:
|          | Загалом | Допрацездатний вік | Працездатний вік | Постпрацездатний вік |
| -------- | ------- | ------------------ | ---------------- | -------------------- |
| Чоловіки | 1448    | 313                | 1018             | 117                  |
| Жінки    | 1484    | 279                | 898              | 307                  |
| Разом    | 2932    | 592                | 1916             | 424                  |